# Panama na Letnich Igrzyskach Olimpijskich 2000
Panamę na Letnich Igrzyskach Olimpijskich 2000 reprezentowało 6 zawodników, 4 mężczyzn i 2 kobiety.

## Skład kadry

### Judo
- Estela Riley

### Lekkoatletyka
- Curt Young - bieg na 400 m przez płotki (odpadł w 1 rundzie eliminacji)

### Pływanie
- Ivan Rodriguez-Mesa - 100 m stylem klasycznym (odpadł w eliminacjach)
- Eileen Coparropa - 50 m stylem dowolnym (odpadła w eliminacjach)
- Eileen Coparropa - 100 m stylem dowolnym (odpadła w eliminacjach)

### Podnoszenie ciężarów
- Alexi Batista

### Strzelectwo
- Ricardo Chandeck